# Пођо Сомавила
Пођо Сомавила (итал. Poggio Sommavilla) је насеље и градска четврт (итал. frazione) општине Колевекио у Италији у округу Ријети, регион Лацио, на левој обали Тибра.
Према процени из 2011. у насељу је живело 205 становника. Насеље се налази на надморској висини од 135 м.